# 贺兰山隧道
贺兰山隧道是位于宁夏回族自治区平罗县与内蒙古自治区阿拉善左旗交界的贺兰山北段腹地中，为铁路隧道，在平汝铁路K73+523穿越蚕木梁处，全长2054米。该隧道建成于1971年，隧道两端为直墙式,中间为曲墙式，隧道内内为单线整体道床，是平汝铁路线上最长的隧道。